# عباس الريس
الشيخ عباس الريس هو عباس بن أحمد بن علي بن أحمد بن سالم بن حسين بن أحمد بن علي بن الشيخ عباس الريس. من مواليد قرية الدراز من قرى البحرين في الجهة الشمالية الغربية عام 1938 ميلادية.

## دراسته
تدرج في التعليم الحكومي النظامي من الابتدائي في مدرسة البديع الابتدائية ثم التعليم الثانوي بالقسم العلمي في مدرسة المنامة الثانوية بالمنامة. تخرج منها بعد نجاحه وحصوله على الشهادة الثانوية قسم معلمين وذلك عام 1960-1961. ثم أشتغل بالتدريس لمدة ثلاث سنوات فقط، وفي هذه الفترة درس مبادئ العلوم الدينية على يد العالم الكبير فضيلة السيد علوي الغريفي لأدارة حوزتة العلمية. وفي عام 1964 ميلادية سافر إلى النجف لدراسة العلوم الدينية الفقهية وبصحبته الشيخ عيسى أحمد قاسم، وهناك التقى بالعلماء الأعلام وأبتدأت حياته العلمية، وأخذ ينهل من مناهل مدينة النجف الفياضة بالفقه والعلوم ألإسلامية من علوم أهل البيت عليهم السلام.
فقد درس على يد الشيخ حبيب الطرفي شرح ألفية بن مالك ومختصر المعاني في البلاغة والمنطق.
وعلى يد آية الله حسين زاير دهام الجزء ألاول من كفاية الأصول وشرح الأفلاك وخلاصة الحساب.
وعلى يد آية الله عبد المحسن الغراوي الشرائع الإسلامية، وعلى يد حجة الإسلام علاء الدين بحر العلوم الجزء الثاني من الكفاية والمكاسب، وعلى يد الشيخ عبد الهادي الفضلي أصول الفقة، كما درس اللغة العربية والفقة، وكان الشيخ علي الناصر الأحسائي أحد مدرسيه، وكذلك الشيخ محمد جواد الأحسائي والشيخ علي الجزائري.

## عودته من الخارج
بعد ثمان سنوات قضاها في النجف الشريف عاد إلى وطنه البحرين عند ما ساءت الأوضاع بين العراق وإيران، وأخذ في مواصلة جهاده في سبيل الله والحق والعدالة ونصرة الدين الحنيف، ونشر المفاهيم الإسلامية عن طريق المحاضرات والندوات تارة، وعن طريق منبر الحسين تارة أخرى.

## علمه وشهرته
بعد رجوعه من النجف فتح باعه لطلاب العلوم الفقهية وأصبح منزله مدرسة علمية، وقد نهل من علمه جماعة كثيرة، فكان في مجلسه يجيب على الأسئلة الدينية والاستشارات الاجتماعية، ويحل القضايا والمشاكل بين أبناء بلده وأقاربه. انتخب عضواً في المجلس الوطني البحريني بعد استقلال البلاد عام 1970، نائبا عن المنطقة الغربية من البحرين، وكذلك ساهم في تأسيس جمعية التوعية الإسلامية بالبحرين التي كانت امتداد لخط حزب الدعوة الإسلامية.
كان شاعراً وخطيباً كتب الشعر العربي الفصيح، وشارك في الاحتفالات والمسابقات الثقافية والشعرية والمحاضرات الدينية.

## مؤلفاته
- أصول المعرفة في شرح دعاء عرفة:[2] للأمام الحسين () ويتكون من أربعة أجزاء، تجد بين صفحاته كلامه المشتمل على الفلسفة والمنطق والتفسير والشعر.
- درر المدح والرثاء: وهو كما في أ سمه يشتمل على قصائد المدح والرثاء لأهل بيت النبوة عليهم السلام.

## وفاته
كان قبل وفاته بإسبوع في الجمهورية الإسلامية في إيران في زيارة للأمام الرضا منذ 23-11-1991م وقد رجع من سفره مساء السبت 21-12-1991م الموافق ليلة الأحد 14 جمادى الثانية 1412هـ وتوفى يوم الجمعة 27-12-1991م الموافق 20 جمادى الثانية 1412هـ من الأسبوع نفسه.

## مقالات ذات صلة
- جمعية التوعية الإسلامية